# 굿바이 그리고 헬로우
"굿바이 그리고 헬로우"은 2015년에 개봉한 대한민국의 영화이다.

## 캐스팅
- 서하준 : 이도완 역
- 최종남 : 이도완 아버지 역
- 최하윤 : 지연주 역
- 김필 : 지춘구 코치 역
- 김나온 : 태완 역
- 임제노 : 중학생 이도완 역
- 채유진 : 중학생 지연주 역
- 함석민 : 중학생 준석 역
- 이정현 : 건준 역
- 손석호 : 무열 역
- 조상희 : 코치 역
- 유하은 : 이도완 이모 역
- 지찬 : 정우 역
- 선은지 : 연주친구 역
- 지우린 : 택시회사 직원 역
- 이건욱 : 수영부원 역
- 김가온 : 해양경찰 학생 1 역
- 정락신 : 의사 역
- 함재훈 : 택시회사 사장 역
- 맹준호 : 기타가게주인 역
- 조성희 : 후배교수 역
- 프레이저 최 : 횟집주인 역
- 이문식 : 기타 백 역 (특별출연)
- 이선진 : 도완 엄마 역 (특별출연)
- 박정민 : 윤준석 역 (특별출연)
- 산이 : 산이 역 (특별출연)